# Ghorthali
Ghorthali (en népalais : घोर्थली) est un comité de développement villageois du Népal situé dans le district de Sindhulpalchok. Au recensement de 2011, il comptait 1 897 habitants.